# Kertészek
A Kertészek (Les jardiniers) Gustave Caillebotte festménye, amely egy magángyűjtemény része.
Caillebotte 1875-ben festette a képet azon a birtokon, amelyet apja, a jómódú üzletember-bíró, Martial Caillebotte vásárolt Yerres-ben, és ahol a család a nyarakat töltötte. A művész által megörökített kert a birtokhoz tartozott, és ma is látogatható.
A festmény egy napfényben fürdő veteményest ábrázol, amelyben két mezítlábas, szalmakalapos kertész dolgozik. Egyikük szisztematikusan locsolja a palántákat, a másik két nehéz, talán vízzel telt vödörrel tart felé. Ők ketten oldják csak a kertet jellemző párhuzamosok, valamint a hátsó fal merőlegesének rendjét. A fal mögött fasor emelkedik a halványkék ég felé.
A festmény zsánerkép, amely a vidéki életet, a mezőgazdasági munkát könnyed egyszerűséggel, harmonikus elfoglaltságként ábrázolja. Caillebotte-nak ebben a képében is megjelenik a stílusát jellemző kettősség: a realizmus, amellyel a részleteket megfesti, például a kertészek öltözetét és eszközeit, illetve az impresszionizmus fényeinek és és ragyogó színeinek használata.